# Небкаура Хети
Небкаура Хети (III) — фараон Древнего Египта, правивший приблизительно в 2173—2148 годах до н. э., из IX (Гераклеопольской) династии.

### Упоминание в источниках
Место этого царя в цепочке гераклеопольских фараонов точно не выяснено, даже каково было его точное имя доподлинно неизвестно. На гирьке, из красной яшмы, обнаруженной в Тель-эль-Яхудии в восточной Дельте, его имя выписано как Небкау Хети, однако в сказке «Красноречивый поселянин», он назван Небкаура.
Некоторые историки считают, что именно Небкаура Хети является тем, не названным по имени гераклеопольским царём, написавшем своему наследнику Мерикара знаменитое «Поучение». Это авторство зиждется на том недостаточном основании, что другое знаменитое классическое произведение «Красноречивый поселянин» также относится ко времени этого царя. Если это отождествление верно, то некоторые сведения о правлении Небкаура Хети можно почерпнуть из текста этого «Поучения». Похоже, что в первые годы его царствования, начались проблемы связанные с Южным царством, с центром в Фивах, где продолжал править Уаханх Иниотеф, занимавший зависимое положение при первых двух фараонах IX (Гераклеопольской) династии, предшественниках Небкаура Хети. Автор «Поучения» в конце своей жизни говорит о «поколении», прошедшем со времён тех событий (то есть приблизительно о 20 годах). В условиях отсутствия определённых сведений, можно отвести этому фараону 25 лет правления.

### Война с Фивами
По его собственному откровенному признанию, которое гераклеопольский царь впоследствии сделал своему сыну, он совершил некий несправедливый враждебный поступок против зависимого царя Уаханха Иниотефа, после чего тот сразу поднял восстание и вступил в бой с верным трону князем Сиута (греч. Ликополис, совр. Асьют) Тефьебом. В надписи на своей гробнице Тефьеб рассказывает, что в первом бою воины Сиута одержали победу и заставили южан отступить. Сражаясь на восточном и западном берегах Нила, он захватил город и значительную территорию вокруг него и поначалу смог удержать их. На реке также разгорелся бой, во время которого несколько судов южного флота наскочили на мели и были захвачены, а другие преданы огню. Славный для Тефьеба день закончился тем, что военачальник Юга упал в воду.

«В первый раз, когда мои воины сражались с южными (?) номами, которые соединились на юг от Элефантины и на север до (Гау-Кан ?)… (они отбросили их), вплоть до южной границы. Когда я прибыл к городу, я опрокинул (врага)… (я изгнал их)… вплоть до крепости оконечности юга. Он дал мне земли, но не восстановил его города… Я достиг восточной стороны, идя вверх по течению; (тогда) пришёл другой, подобно шакалу… с другим войском его союза. Я вышел ему навстречу с одним… Не было страха… Он шёл быстро в бой, подобно (свету); Ликопольский ном… подобно быку, который наступает… вовеки. Я не переставал сражаться до самого конца (пользуясь южным ветром) так же, как и северным ветром, восточным ветром, так же, как и западным. Он упал в воду, его корабли пошли ко дну, его войско было подобно [стаду] быков… когда на него нападают дикие звери… страна находилась в страхе перед моими воинами: не было нагорной страны, свободной от страха…»
Однако это было только началом восстания. Вскоре после её создания эту надпись покрыли штукатуркой и сверху написали несколько заурядных традиционных фраз. И только в наши дни, когда штукатурка осыпалась, удалось прочесть более раннюю незаконченную надпись о войне. Сам факт, что князь Тефьеб пожелал описать только эти события, служит доказательством, что конец истории был рассказом о несчастье, постигшем его и его царственного господина. При этом сам фараон был более честен и откровенно признал в конце жизни, что южане захватили священный город Тинис и всю территорию, прежде лежала на западном берегу Нила сразу за их северной границей и являлась самой южной областью Среднего Египта.
Об этой войне мы узнаем и из других источников. Один из чиновников фиванского номарха Уаханха Иниотефа, уже называвшего себя царём Верхнего и Нижнего Египта, сыном Ра, некто Джари, могильную надпись которого Питри нашёл в Курна около Фив, в таких словах говорит о своем участии в этой войне:

«Послал меня Хор Уаханх, царь Верхнего и Нижнего Египта, сын Ра. Они… послом после того, как я сражался с домом Хети в области Тинис. Пришло известие. Правитель дал мне корабль для защиты южной страны на всем её протяжении к югу от Элефантины, к северу от Афродитополя».
Сохранилась и собственная заупокойная стела Уаханха Иниотефа, в ней он также говорит о захвате Тиниса:

«Я высадился в священной долине. Я захватил весь ном Тиниса. Я открыл все его крепости. Я сделал его своими воротами, или границей, Севера… Я простёр свою северную границу до нома Уаджет (Афродитопольского X нома)».
Однако Уаханх Иниотеф не стал развивать свой успех. Существуют некоторые основания предполагать, что он пришёл к соглашению с фараоном и заключил мир. Судя по знаменитому посланию к сыну, царь был своего рода фаталистом, к тому же болезненно суеверным. Потеря священных городов Тиниса и лежащего рядом с ним Абидоса, в его представлении, свидетельствовала о гневе богов, и поразила его в самое сердце. Дело в том, что Тинис был столицей древнейших египетских царей, а в некрополе Абидоса они были похоронены, а также, как считалось, там находилась могила самого бога Осириса. С культом Осириса был тесно связан город Гераклеополь (совр. Ихнасья), где находилась царская резиденция, и поэтому фараон ощущал удар особенно сильно. Более того, существовало некое забытое теперь пророчество о жителях Юга, о котором гераклеопольский царь упоминает в своём «Поучении», и именно оно заставило его оставить их в покое. Таким образом, был заключен временный мир, а фараон свыкся с потерей Тиниса и всей территории к югу от него. 
С другой стороны, фиванский царь Уаханх Иниотеф был поистине счастлив после захвата священного места погребения древних царей, но при этом он, похоже, предпочёл почивать на лаврах и сохранять мир, которого так желал фараон Хети. Поэтому ничего не происходило многие годы, и в тот период южное царство, должно быть, даже усилилось.
В своём «Поучении» гераклеопольский царь пишет, что дела с Югом ко времени написания этого документа (то есть к концу правления этого царя) обстоят хорошо, и из этой области можно получать розовый гранит, из которого изготавливаются статуи и памятники. Это наводит на мысль, что Уаханх Иниотеф также стремился поддерживать мир. С другой стороны, он объясняет, что с Юга не поступает зерно или, другими словами, что правитель Юга не считал его своим господином и не платил какую-либо дань. При этом фараон спешит добавить, что это не означает никакого оскорбления, поскольку в действительности никто в той стране не имеет достаточно зерна чтобы отдать его. Он говорит: «По этой причине будь снисходителен к любой ошибке с их стороны в отношении тебя будь доволен своим собственным хлебом и пивом».

### Борьба с кочевниками
Также гераклеопольский царь рассказывает, что прежние правители беспокоились о северо-западных землях, но он умиротворил их до самых границ Файюма. Затем следует неясный пассаж о способах защиты восточной Дельты от вторжений кочевников-азиатов. Фараон говорит о них с презрением как о народе, который всегда скитается, вечно борется, страдает от недостатка хорошей воды и труднопроходимых дорог — народе, который «не завоёвывает, и ещё не завоёван». «Они тревожат Египет, но не беспокойся из-за них. Воины этого народа разорят уединённую деревню, но не нападут на многолюдный город». При этом фараон советует сыну быть всегда готовым к столкновению с ними и говорит, что он сам вёл войну с кочевниками на востоке, разбил их и угнал их скот. Восточная граница Египта была установлена от крепости Хебену до «Дороги Хора» (пограничная крепость в Восточной Дельте, в районе современного Эль-Кантара). После этого гераклеопольский царь укрепил границу, прорыв ров и построив вдоль неё целый ряд крепостей. На границе был поселен большой контингент колонистов, освобождённых от выплат податей и хорошо владеющих оружием, единственной обязанностью которых была защита границы. Результатом этой политики был мир на восточной границе Египта и возобновление торговли с Финикией, которая поставляла лес.

### Имена фараона
| nswt&bity |

| nswt&bity |

| Ca1 | N5 | V30 | D28 · Z1 · Z2 | Ca2 |

| Ca1 | N5 | V30 | D28 · Z1 · Z2 | Ca2 |

|  |

| nswt&bity | F32 · X1 · M17s · M17s | V30 · D28 | D28 · D28 | S34 | D&t&N17 |

| nswt&bity | F32 · X1 · M17s · M17s | V30 · D28 | D28 · D28 | S34 | D&t&N17 |

| nswt&bity | F32 · X1 · M17s · M17s | V30 · D28 | D28 · D28 | S34 | D&t&N17 |

| nswt&bity | F32 · X1 · M17s · M17s | V30 · D28 | D28 · D28 | S34 | D&t&N17 |

| nswt&bity | F32 · X1 · M17s · M17s | V30 · D28 | D28 · D28 | S34 | D&t&N17 |

| nswt&bity | F32 · X1 · M17s · M17s | V30 · D28 | D28 · D28 | S34 | D&t&N17 |

| nswt&bity | F32 · X1 · M17s · M17s | V30 · D28 | D28 · D28 | S34 | D&t&N17 |

| nswt&bity | F32 · X1 · M17s · M17s | V30 · D28 | D28 · D28 | S34 | D&t&N17 |

### Поучение гераклеопольского царя своему сыну Мерикара
Если Небкаура Хети был действительно тем неназванным по имени гераклеопольским царём, который написал знаменитое «Поучение Мерикара», то он несомненно обладал литературным талантом. Во времена неспокойного правления ему представлялось мало случаев проявить его. Однако годы шли, и он понимал, что вскоре вместо него будет царствовать его сын. Тогда он сел и написал письмо, полное советов и поучений молодому человеку, обладающее такими достоинствами, что впоследствии оно превратилось в классическое произведение древнеегипетской литературы. Оно дошло до нас в копии, сделанной спустя несколько столетий после того, как его автор умер. Как и следовало ожидать, письмо широко освещало те тяжёлые условия, в которых жил фараон. Оно вызывает в нашем воображении картину озабоченного, испуганного и усталого старика, который считает себя несущим ответственность за войну с Югом и больше всего желает, чтобы его сын не испытывал свою силу на том же враге.

### Повесть о красноречивом поселянине
О фараоне Небкаура сохранилось ещё одно упоминание. Речь идёт о сказке «Красноречивый поселянин», события которой происходят во времена его царствования. Известно несколько копий этой истории, которая изображает царя радующимся остротам по поводу затрат одного из его подданных. Вероятно, её жесткий юмор был весьма популярен. Сюжет сказки таков. В Вади-Натрун в пустыне к западу от Нижнего Египта жил-был поселянин. Однажды он отправился в Гераклеополь, то есть в столицу, чтобы купить продукты для своей жены и детей, оставив ей запасов только на определённое время. Однако, когда он приблизился к городу, злой землевладелец забрал его ослов на том основании, что они вытоптали его посевы и съели его зерно. Поселянин обратился с жалобой к главному царскому управителю, и этот чиновник был настолько удивлён красноречием этой жалобы, что немедленно донёс это дело до ушей фараона. Царь же приказал задержать поселянина подольше, отложив решение его дела, чтобы насладится его прекрасными речами, которые должны были записывать для фараона. Чиновнику же было приказано сделать так, чтобы продукты были посланы семье жалобщика в оазис в пустыне, и проследить, чтобы самого несчастного поселянина также снабжали пищей, не говоря от кого она. Девять раз проситель приходил к управляющему, и сказка представляет нам несколько интересных и цветистых речей, которые он произносил, ища справедливости. Распорядитель угодий, во исполнение наказа фараона, по-прежнему оставлял жалобы без ответа. И наконец, когда поселянин стал отчаиваться и уверился, что семья его будет голодать, он начал браниться, и пригрозил, что совершит самоубийство и на том свете пожалуется на чиновника богу смерти Анубису. Тогда чиновник, решил, что ситуация зашла слишком далеко, и велел вернуть страдальцу его ослов. При этом царю Небкаура отправили речи поселянина во дворец. Сказка гласит, что фараона настолько позабавили эти красноречивые и отчаянные мольбы, что не было ничего на всей земле, что развеселило бы его так сильно.
| IX династия                   |                                                        |                    |
| Предшественник: Мериибра Хети | фараон Египта ок. 2173 — 2148 до н. э. (правил 25 лет) | Преемник: Мерикара |